# جامع آدمیت
جامع آدمیت از انجمن‌های شبه فراماسونری ایران در دوره مشروطیت بود که توسط عباسقلی خان قزوینی - مشهور به آدمیت - از ارادتمندان میرزا ملکم خان و از اعضای انجمن تعطیل شده مجمع آدمیت تشکیل شد.
تاریخ دقیق تأسیس سازمان شبه‌ماسونی «جامع آدمیت» که با عناوین «انجمن مخفی آدمیت»، «انجمن آدمیت»، «حزب آدمیت» هم از آن یاد شده است، معلوم نیست. قراین نشان می‌دهد، میرزا عباسقلی‌خان قزوینی معروف به‌ عباسقلی‌خان آدمیت که از سالها قبل با میرزا ملکم‌خان آشنایی و ارتباط نزدیکی داشته و از اعضای مؤثر فراموشخانه ملکم محسوب می‌شد، از حوالی قتل ناصرالدین ‌شاه (۱۳۱۳ق برابر با ۱۲۷۵ ش) به‌تدریج مقدمات تشکیل جامع شبه‌ماسونی آدمیت را فراهم آورده است.
مجمع آدمیت از انجمن‌های شبه فراماسونری در ایران بود که در سلطنت ناصرالدین شاه قاجار توسط میرزا ملکم خان از روشنفکران ایرانی تشکیل شد ولی پس از مدتی به فعالیت آن خاتمه داده شد.
بسیاری از مردان صاحب نام و گمنام در آن عضو شدند. ولی عمر این انجمن نیز طولانی نشد و بر اثر اختلافات پیش آمده بین اعضاء، در سال ۱۳۲۵ ه‍. ق به تعطیلی گرایید.
برخی از معروفترین اعضای آن عبارت بودند از: فتح الله خان اکبر، عبدالحسین خان سردار محیی،شاهزاده عبدالوهاب معتضدالدوله، ابوالفضل میرزا عضدالسلطان، دکتر محمد مصدق السلطنه.
گفته‌اند ملکم می‌خواست از فراموشخانه و مجمع آدمیت همچون یک حزب استفاده کند… ملکم مدعی بود نقش حزب مخالف دولت را ایفا می‌کند… او مجمع خود را حزب‌الله می‌نامید. 